# بیمارستان امیری
بیمارستان امیری (به انگلیسی: Amiri Hospital) بیمارستانی در کویت است که در ۱۹۴۹ میلادی ساخته شد و دارای ۳۹۸ تخت است.